# 半素環

整数環 Z のイデアルの束のハッセ図式の一部。紫と緑のノードは半素イデアルを示している。紫のノードは素イデアルであり、紫と青のノードは準素イデアルである。

数学の一分野である環論において、半素イデアルと半素環は素イデアルと素環の一般化である。可換環論においては、半素イデアルは根基イデアルとも呼ばれる。
例えば、有理整数環において、半素イデアルは、零イデアルと、n を square-free な整数として {\displaystyle n\mathbb {Z} } の形のイデアルである。したがって、{\displaystyle 30\mathbb {Z} } は有理整数環の半素イデアルだが {\displaystyle 12\mathbb {Z} \,} は半素イデアルでない。
半素環のクラスは半原始環、素環、被約環を含む。
この記事における多くの定義や主張は(Lam 1999)と(Lam 2001)にある。

## 定義
可換環 R において、真のイデアル A が半素イデアルであるとは A が次の同値な条件の一方を満たすことである。
- ある正整数 k と R のある元 x に対して xk が A の元であれば x は A の元である。
- y が R の元だが A の元でないならば、y のすべての正の整数乗は A の元でない。

補集合が「ベキについて閉じている」という後者の条件は素イデアルの補集合が積について閉じているという事実の類似である。
素イデアルと同様、これは非可換環に"ideal-wise"に延長される。次の条件は環 R のイデアル A が半素であるための同値な定義である。
- R の任意のイデアル J について、ある正の整数 k で Jk⊆A であれば、J⊆A である。
- R の任意の右イデアル J について、ある正の整数 k で Jk⊆A であれば、J⊆A である。
- R の任意の左イデアル J について、ある正の整数 k で Jk⊆A であれば、J⊆A である。
- R の任意の元 x について、xRx⊆A であれば、x は A の元である。

ここで再び、m-systemsの補集合としての素イデアルの非可換の類似物がある。環 R の空でない部分集合 S は任意の s ∈ S に対してある r ∈ R が存在して srs ∈ S となるとき、n-system と呼ばれる。この概念により、上記のリストに同値な点を追加できる。
- {\displaystyle R\setminus A} は n-system である。

環 R は零イデアルが半素イデアルのとき半素環と呼ばれる。可換な場合には、これは R が被約環であると言っても同じである。なぜならば、R は0でないベキ零元をもたないからである。非可換な場合には、環は0でないベキ零右イデアルをもたないというだけである。したがって被約環が常に半素環である一方、逆は成り立たない。

## 半素イデアルの一般的な性質
まずはじめに、素イデアルが半素イデアルであることと、可換環では半素準素イデアルが素イデアルであることは明らかである。
素イデアルの共通部分は必ずしも素イデアルでないが、それは半素イデアルである。まもなく逆も正しいこと、任意の半素イデアルは素イデアルの族の共通部分であることが示されるだろう。
環 R の任意のイデアル B に対して、次の集合を作ることができる。
{\displaystyle {\sqrt {B}}:=\bigcap \{P\subseteq R\mid B\subseteq P,P{\mbox{ a prime ideal}}\}\subseteq \{x\in R\mid x^{n}\in B{\mbox{ for some }}n\in \mathbb {N} ^{+}\}\,}
集合 {\displaystyle {\sqrt {B}}} は B の根基の定義であり、明らかに B を含む半素イデアルである。実は B を含む最小の半素イデアルである。上の包含関係は一般には真のものになるかもしれないが、可換環においては等号が成り立つ。
この定義により、イデアル A が半素であることと {\displaystyle {\sqrt {A}}=A} であることは同値である。この時点で、任意の半素イデアルが実は素イデアルの族の共通部分であることも明らかである。さらに、このことは任意の2つの半素イデアルの共通部分がまた半素であることを示している。
定義によって R が半素であることと {\displaystyle {\sqrt {\{0\}}}=\{0\}} であること、つまり、すべての素イデアルの共通部分が0であることは同値である。このイデアル {\displaystyle {\sqrt {\{0\}}}} は {\displaystyle Nil_{*}(R)\,} とも書かれ、R の Baer's lower nilradical または Baer-Mccoy radical または prime radical  とも呼ばれる。